# Dryopithecus fontani
Dryopithecus fontani es una especie extinta de primate homínido descubierta en Francia en el siglo XIX, y fechado en la mitad del Mioceno. Quizás sea uno de los más importantes primates fósiles europeos, considerado como la primera evidencia obtenida sobre la evolución de los primates ancestrales.

## Morfología
Dryopithecus fontani tenía una fórmula dental de 2:1:2:3 en ambas mandíbulas. Los incisivos de esta especie eran relativamente angostos y menos espatulados al compararlos con otros géneros como Proconsul. Los molares superiores tenían un desarrollo parcial del cingulum lingual. El Dryopithecus fontani tenía relativamente largos premolares bicúspide superiores y relativamente anchos premolares inferiores. Los molares inferiores tenían un patrón Y5, que también es llamado el "Patrón Dryopithecus". Los dientes tenían una fina capa de esmalte,y eran bajos, de redondeadas cúspides. Tenía gráciles caninos y cortos premaxilares. La mandíbula de Dryopithecus fontani tenía un torus transversal inferior, pero le faltaba el torus transversal superior.

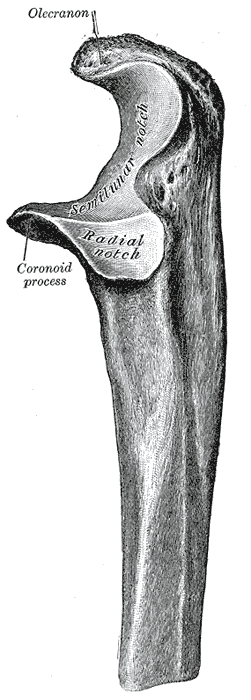
Olecranón.

Los cúbitos de esta especie tenía un reducido proceso de olécranon, una profunda troclea del húmero, y la pérdida del foramen entepicondilar. Dryopithecus fontani tenía un peso promedio de alrededor de 35 kg.

## Dispersión
Dryopithecus fontani ha sido encontrado en la Europa continental: España, Hungría.[cita requerida]
| Distribución de Dryopithecus en Europa                      |
| ----------------------------------------------------------- |
| D. fontani D. brancoi D. laietanus D. crusafonti D. brancoi |

## Dieta
Sobre la base de la morfología dental Dryopithecus fontani era una especie de hábitos frugívoro.